# 道高温泉駅
道高温泉駅（トゴオンチョンえき）は大韓民国忠清南道牙山市道高面にある韓国鉄道公社（KORAIL）の駅である。すべてのムグンファ号が停車し、2007年12月21日の長項線の改良工事の完成後場所を移転、高架駅になった。

## 駅構造
- 島式ホーム2面4線の高架駅。

## 駅周辺
移転前に見られたような商店や飲食店はほとんど無い。少し離れたところに朝食時間から営業している食堂が1軒ある。
駅の中にはお菓子や飲み物などの販売コーナーがある（販売は駅員が兼務している）。
駅前にはバス乗り場とタクシー乗り場がある。バスはおおよそ1時間に1〜2本。移転後は駅前にタクシーが常駐することがないようで、電話でタクシーの手配をすることになる（車寄せの前に電話番号が書かれた看板が立っている）。
駅が温泉街に近いところに移転したため、移転前に比べて温泉街までの距離が格段に近くなった（タクシーで10〜15分程度）。

## 沿革
- 1922年6月15日 - 開業。
- 2007年12月21日 - 長項線の改良工事に伴い高架駅化。

## 隣の駅
韓国鉄道公社
長項線
温陽温泉駅 -（新昌(順天郷大)駅）- 道高温泉駅 - 新礼院駅